# Mohedas de Granadilla
Mohedas de Granadilla es un municipio español de la provincia de Cáceres, Extremadura.

## Toponimia
La etimología de la voz castellana moheda 'bosque espeso, con matorral' ha sido objeto de prolongada discusión. Coromines sopesa una posible etimología arábiga, pareciendo decantarse por la opción, puramente romance, de derivar moheda de "moho". Pero su propuesta de que se trate de un uso metafórico "cosa mohosa = bosque con matorrales" (porque tanto el moho como la maleza echan a perder la comida o el arbolado), puede ser afinada en lo semántico. Se está ante una aplicación literal del término, aún vigente en dominio leonés, "mofo", en su acepción plenamente comprobada "líquenes o musgos de los árboles".
Puede compararse con el nombre del pueblo zamorano de Moveros, cuya etimología parece ser igualmente un derivado desde mofos 'líquenes o musgos'. Es por lo tanto un colectivo vegetal, con el sufijo "–eros < -ārios". Compárese el monte de la Mofosa, citado en el Libro de la Montería (1350) cerca de El Tiemblo (Ávila). En el entorno de Fundão, Portugal, se usa la voz mofêdo ‘excesso de ramagem que prejudica o desenvolvimento da árvore’. Es un derivado de mofo, comparable a *mofeda, que se explica teniendo en cuenta que, en encinares o robledos, es el ramaje secundario o proliferante el más dado a tapizarse de líquenes.
Casillas Antúnez estudia la historia y antecedentes de Moheda de Gata, pueblo de la tierra de Coria, repasando propuestas para la etimología de moheda. Refuerza la hipótesis de un origen en mofo el hecho de que el lugar se documenta en 1251 La Mofeda. Una dehesa de tierra de Coria era El Mohedal (posiblemente la misma sobre la que se asienta el poblado), cuya morfología orienta hacia un origen puramente romance.
Mohedas se completa desde 1975 con Granadilla, que fue durante siglos cabeza de comarca y partido judicial para este pueblo, y parte de cuyo término se anexionó Mohedas cuando Granadilla fue suprimido.

## Geografía física
Se sitúa al norte de Extremadura, en la mancomunidad de Trasierra - Tierras de Granadilla.
El clima de la zona es continental, con primaveras y otoños cortos, veranos calurosos e inviernos relativamente fríos. La temperatura media anual es de 15.º aproximadamente.

## Historia
Apuntando unas pinceladas sobre historia se puede constatar que Mohedas era un pueblo configurado como tal a finales de la Baja Edad Media, como figura en los registros parroquiales, aunque existen datos indirectos que apuntan la posibilidad de un asentamiento de personas ya en la Alta Edad Media. Desde que existen datos de su existencia las tierras de Mohedas pertenecían al duque de Alba, siendo la mayoría de su población «jornalera», y muy pocos los «propietarios». Casi siempre tuvo médico, aunque en el siglo XVII y el XVIII no fueron constantes. Cuando no había médico siempre hubo «cirujano-barbero» para atender las necesidades sanitarias de la población.
Tanto en el catastro de Ensenada, como en el Interrogatorio de la Real Audiencia de 1791, como en el Interrogatorio de Madoz se habla de Mohedas como una localidad limpia, poco conflictiva pero tremendamente pobre, acuciada por los pagos a los nobles y por las constantes epidemias (era zona endémica de paludismo). A finales del siglo XIX la mitad de los fallecidos en la localidad eran menores de 5 años.
A la caída del Antiguo Régimen la localidad se constituye en municipio constitucional en la región de Extremadura, partido judicial de Granadilla, entonces conocido como Mohedas que en el censo de 1842 contaba con 180 hogares y 916 vecinos.
Mohedas no se libró de los avatares del siglo XX, en especial de la Guerra Civil, donde, aun no siendo zona de conflicto, sí tuvo que sufrir bajas entre sus paisanos.
Los años de la posguerra fueron especialmente difíciles ya que a la falta de recursos en toda España se unía la pobreza de la zona. Posteriormente, en los años 50 y 60, se vivió el fenómeno de la emigración, principalmente a Suiza en el extranjero y al País Vasco en la nación. Todas esas personas acabaron por regresar, trayendo riqueza y recursos a la localidad.
En el año de 1965 crece el término porque incorpora una parte no inundada del municipio de Granadilla habiendo sido rodeada esta localidad por el embalse de Gabriel y Galán.

## Demografía
Mohedas de Granadilla cuenta con una población de 850 habitantes (INE 2024).
| Gráfica de evolución demográfica de Mohedas de Granadilla entre 1842 y 2021 |
| |
| Población de derecho según los censos de población del INE Población de hecho según los censos de población del INEEn estos censos se denominaba Mohedas: 1842, 1857, 1860, 1877, 1887, 1897, 1900, 1910, 1920, 1930, 1940, 1950, 1960, 1970 y 1981. Entre el censo de 1970 y el anterior, crece el término del municipio porque en el año 1965 incorpora una parte no inundada de Granadilla. |

## Economía
La economía de la localidad depende fundamentalmente del sector primario, siendo los cultivos más importantes los derivados del olivo, tanto la aceituna de mesa como el aceite. Otros cultivos destacados son la vid, y de forma minoritaria la ciruela o la cereza.
La industria y los servicios están poco desarrollados como corresponde a una localidad pequeña del norte de Extremadura.
Mohedas tiene centro escolar hasta primaria y centro de salud con asistencia las 24 horas.
Los esfuerzos por la modernización de la localidad han sido constantes en las últimas décadas.

## Patrimonio

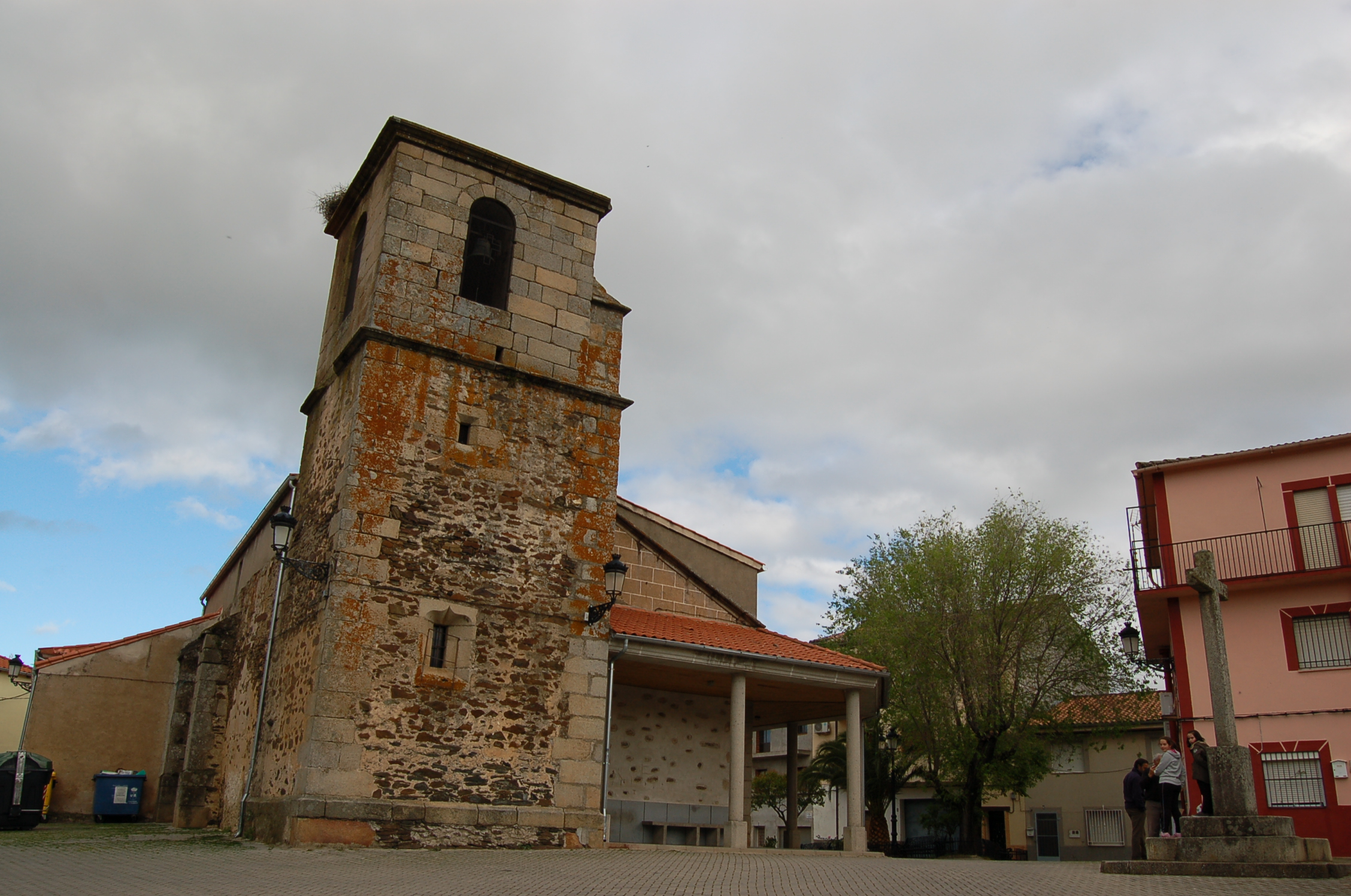
Iglesia de San Ildefonso.

Mohedas no ha sido una localidad rica nunca. Eso se refleja en la falta de reclamos artísticos. En este aspecto hay que destacar la iglesia parroquial católica de San Ildefonso, cuyo campanario está fabricado en granito.
En su interior destaca desde el punto de vista emocional el Santísimo Cristo del Perdón, que preside la nave central, y desde el punto de vista artístico la talla de la Virgen del Carmen.

## Festividades
- San Ildefonso, el 23 de enero;
- San Ramón Nonato, el 31 de agosto.